# Szlávics Alexa
Szlávics Alexa (Budapest, 1962. március 27. –) magyar képzőművész.

Szlávics Alexa: Fine art of Alexa Szlávics – eredeti toll rajz grafikáinak felhasználásával készített animáció 2016.

Szlávics Alexa különleges tehetség, fényűzően gazdag ihlettel. Ebből ered festményeinek meleg színvilága, ahol a színek közvetítik az érzelmi és a képi mondanivalót. A lélek és az értelem rétegei a színek szintjén nem mindennapi hatást fejtenek ki, az összhatás egyszerre nemes és megindító...A formák Szlávics Alexa festményein könnyedek, hihetetlenül elegánsak és egyéni stílusúak, valóságosak és fantasztikusak, máskor gazdagon absztraktok.

## Életútja
1982 óta kiállító művész. Édesapja, idősebb Szlávics László műtermében gimnáziumi tanulmányaival párhuzamosan, majd azt követően öt éven át akadémikus szellemű művészeti oktatásban részesült. Ezzel egy időben több magán képzőművészkörben kiegészítő képzésben vett részt. Szüleivel a Százados úti művésztelepen élt 1976-tól 1986-ig. A Művésztelep akkori alkotói közül többen felfigyeltek tehetségére és aktívan támogatták művészeti magántanulmányaiban.
Eleinte újságírással, versírással is foglalkozott. Rendszeresen publikálták verseit, recenzióit az Élet és Irodalom és a Népszava című lapokban. 1991-ben magánkiadású verseskötetet jelentetett meg saját illusztrációival Interieur – versek 1983–1991 címmel, valamint író-társszerzője volt a SZLÁVICS – a művész-mesterember című művészeti albumnak (ISBN 963-03-5653-8).
1986-ban az Amerikai Egyesült Államokba utazott, rövid ideig New York-ban tartózkodott, de letelepedési nehézségek miatt tovább utazott és végül Kanadában telepedett le. Néhány évig Torontóban élt, ahol tervezőgrafikusként dolgozott és kapcsolatokat épített ki helyi képzőművészekkel, galériákkal és művészeti közösségekkel. Alkotásaival többször szerepelt nemzetközi csoportos kiállításokon Torontóban. 1991-ben települt vissza Magyarországra. Rövid ideig Sopronban volt művészeti vezető a Pannonia Med Hotelben. 1996-ban a Balaton-felvidékre költözött. 1999-ben visszatért Budapestre. 2002 és 2009 között art direktorként, tervezőgrafikusként dolgozott. 2005-ben végleg a Balaton-felvidéken telepedett le, ahol saját műtermében alkot. 2009-től a festészet mellett visszatér az íráshoz. Filozófiai témájú esszéit, cikkeket, tanulmányokat saját weboldalán és blog oldalakon közöl. 2010-2018-ig fraktálművészettel foglalkozik. 2020-ban zenei pályafutás elindításába kezd.

## Zenéje
2020-tól Hang (ütőhangszer) más néven handpan dallamdob hangszeren játszik, saját zenét komponál. Hangszerével rendezvényeken szerepel, valamint zenei videoklippeket készít. 2022-ben számos alkalommal ad önálló zenei koncertet exkluzív Balaton-felvidéki helyszíneken. 2022-ben jelenik meg első önálló handpan dallamdob zenei albuma Balaton címmel, mely 50 perc eredeti, saját szerzeményű és előadású zenét tartalmaz. Zenei világára a közel-keleti ritmusok és dallamvilág, valamint a meditációs-zenei stílus jellemző. Klasszicizáló darabjaiban érezhető a zenei előképzettség, a 7 évig tartó hangszeres tanulmányok, zeneelméleti ismeretek. Korábban zongora és klasszikusgitár szakon szerzett zeneiskolai bizonyítványt és több más hangszeren is megtanult játszani. 2023-ban elvégezte a Master The Handpan Akadémia nemzetközi mesterkurzusát Malte Marten zeneművész és handpan tanár irányításával.
A VEB 2023 Európa Kulturális Fővárosa programsorozat több hivatalos eseményén meghívott handpan zenei előadóként szerepel.
2024 nyarán jelennek meg első, digitalizált, speciális hangkeveréses technikával készített, saját komponálású handpan zeneszámai, melyeket a bandcamp.com és youtube csatornáján publikál.

### Hangszerek
- E Kurd 9+1 nitridált handpan - MAG Instruments
- C# Annaziska 8+1 nitridált handpan - MAG Instruments
- B2 Onoleo tongue pan - S&T musical instruments

### Albumok
1. Balaton – megjelenés 2022.november
2. Closer to the heart – megjelenés 2024.február
3. DESERT/ Mystic journey of soul – megjelenés 2024.október

### Válogatott szóló koncertek
- 2024 NABE Zöld Fesztivál, Badacsony
- 2024 Kőkatlan, Csabrendek
- 2023 VEB 2023 Európa Kulturális Fővárosa programsorozat több helyszínen
- 2023 Zánkapu Galéria, Zánka
- 2022 Levendula Fesztivál, Levendárium, Dörgicse

2022 óta több, mint 50 alkalommal mutatkozott be önálló, saját komponálású zenei repertoárjával a Balatoni régió különböző, exkluzív helyszínein.

### Tagságok
- Master the Handpan – Akadémia és handpan zenészek közössége
- Bandcamp – online zene értékesítés és zenészek nemzetközi közössége
- Band Mix Canada – Kanadai hivatásos zenészek közössége

## Képzőművészete

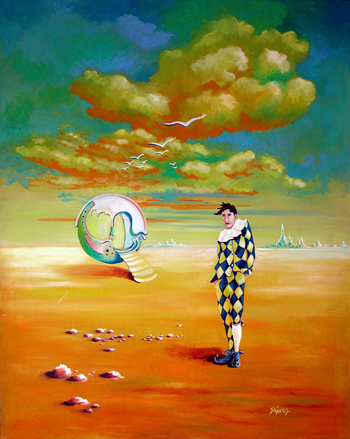
Szlávics Alexa képzőművész A Bolond c. alkotása. Olaj, vászon 70 cm x 90 cm, az Europa Authentica Kulturális Szervezet tulajdona

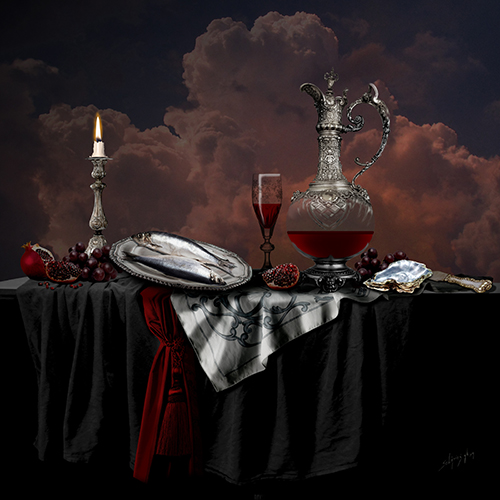
Szlávics Alexa képzőművész alkotása: Csendélet vörösborral digitális festmény

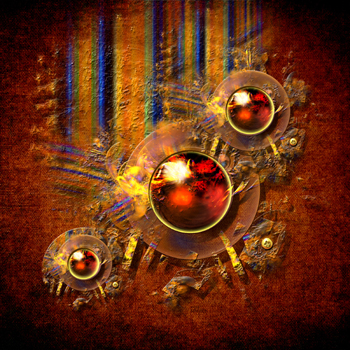
Szlávics Alexa képzőművész alkotása

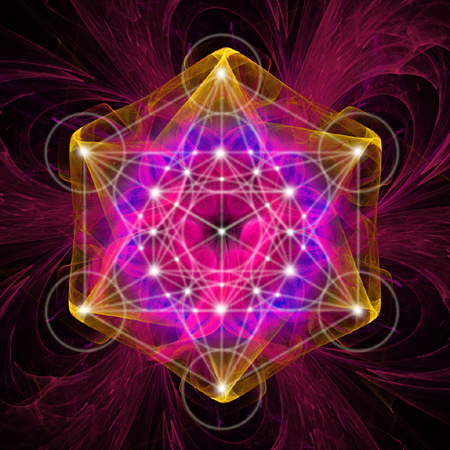
Szlávics Alexa: Metatron kocka – digitális grafika

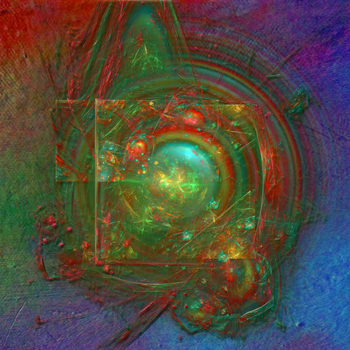
Szlávics Alexa képzőművész alkotása

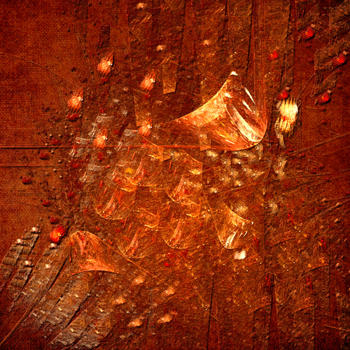
Szlávics Alexa képzőművész alkotása

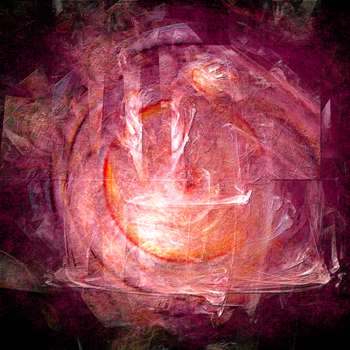
Szlávics Alexa képzőművész alkotása

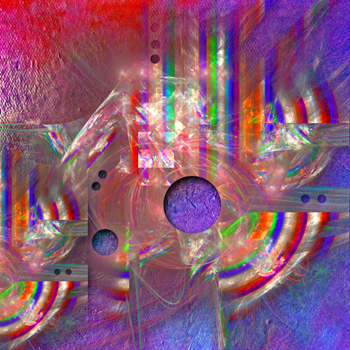
Szlávics Alexa képzőművész alkotása

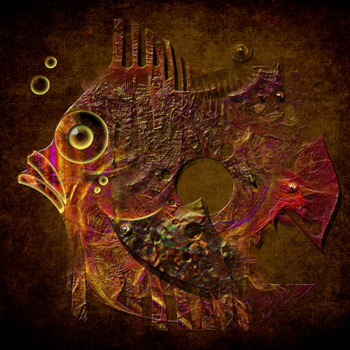
Szlávics Alexa képzőművész alkotása

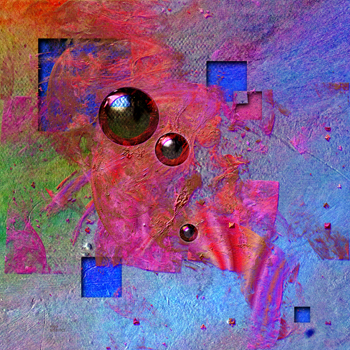
Szlávics Alexa képzőművész alkotása

Az Amerikai Egyesült Államokban tartózkodás szellemi és lelki felszabadulást hozott számára, hatalmas lendületet adott művészeti fejlődésének. A Torontóban töltött éveire a művészi útkeresés és kísérletezés volt jellemző. Számos technikával és stílussal kísérletezett. Nagy számban készített színes pasztellképeket, kollázsokat. Akkori alkotásait dinamikus formavilág és rendkívül élénk színvilág jellemezte.
2001 és 2013 közötti alkotói korszakában jellemzően olajfestészettel foglalkozott. Eleinte érezhető volt olajfestményein édesapja, egyben mestere, idősebb Szlávics László szürrealista festői látásmódja és stílusa, de rövid idő alatt saját stílust alakított ki. Festményei témavilágát idegen bolygók képzeletbeli lényeinek szürrealista ábrázolása és absztrakt kompozíciók jellemezték. Kritikusai és a művészeti szakértők az olajfestményeit a szürrealista kategóriába sorolják.
Festményeit Szlávics Alexa névvel szignálta, gyakran monogram bélyegzővel kiegészítve. Zsűrizett festményeinek nemzetközi szakértői Edward Ginsberg műkritikus, Szőnyi Tibor az Europa Authentica Kulturális Szervezet elnöke, az Opera Galéria kurátora, Fiore Tondi art-director (Fashion Italia).
2009-ben érdeklődése a fraktálművészet felé fordult, melynek számítógépes, statikus és dinamikus grafikai megjelenítése is foglalkoztatja. Ekkor kezdett digitális fraktálművészeti alkotásokat, álló és mozgó képeket, animációkat létrehozni, melyeket először 2010-ben az egyik legrangosabb nemzetközi online művészeti portálon, a Fine Art Americán publikált. 2010 óta folyamatosan jelen van a nemzetközi fraktálművészeket tömörítő alkotóközösségekben.
2014-től új alkotói korszakot nyitott. Ekkortól nagy számban készít kevert digitális technikákkal absztrakt és szürrealista digitális festményeket. Az újszerű vizuális élményt adó, fizikailag hagyományos festővásznon megjelenő, ultramodern, sajátosan egyedi stílusú művek nemzetközi sikert hoztak a művész számára. (Fine Art America Stunning abstracts nemzetközi művészeti verseny hatodik helyezés, Colourful Geometry ötödik helyezés).
2016-ban a digitális festészeten belül a klasszikus, realisztikus csendéletek létrehozása foglalkoztatja. Ekkor készíti el a "Still-life" húsz darab digitális festményből álló sorozatát. A fotorealista, olykor szürrealista hatást keltő, klasszikus hangulatú alkotások jellemzően tárgy csendéletek, melyek szorosan köthetők a XVI. sz-i németalföldi csendéletek hangulatvilágához. Egyes alkotásokon a tárgyakat, gyümölcsöket, virágokat, madarakat tájban – sivatag, tenger, vízalatti világ – elhelyezve ábrázolja. A digitális festménysorozat számos rangos nemzetközi online galériában került bemutatásra 2016-2019 között.

## Elismerései
- 2019 augusztusában a Lise Wine Art (Saratoga Springs, NY, US) szervezésében kiírt ALIENS AND ALIEN SPACE CRAFT művészeti pályázaton 128 művész 220 alkotásából második helyezést ért el a "Ketten" című digitális festményével. A pályázatot a Fine Art America nemzetközi művészeti portál és Lise Wine Art publikálta.
- 2017 decemberében a Five Star Artist közösség tagjává választották a Fine Art America nemzetközi művészeti portálon
- 2010 novemberében az Amerikai Egyesült Államokban alapított Word Artist Network elnevezésű művészeti webportál – direktor Valeria Garrido-Bisceglia – a Hónap Művészének választotta.

## Közismertebb alkotásai az Amerikai Egyesült Államokban
- 2022 Intelligence design könyvborító a Metatron kocka digitális grafika felhasználásával jelent meg. Kiadó: John L. Arrington, Deatsvill, Alabama, USA
- 2018 UC San Diego School of Medicine Department of Dermatology – Absztrakt fraktálkép
- 2016 Bourbon Penn Irodalmi magazin 12. számának borítója "A nagy vadász" c. festményének felhasználásával jelent meg. Kiadó: Eric Secker, Cognitive Wave Inc. Austin, Texas, USA a magazin kiadásának helye: Myrtle Beach, Dél-Karolina, USA ISBN 978 1 36 694476 4
- 2015 "Rase the Vibration" Felicia Rose könnyűzenei CD borító, kiadvány és a zenei anyag vizuális kommunikációja Szlávics Alexa képzőművészeti alkotásának felhasználásával készült – Kiadó: Deep Elevation Music West Palm Beach, Florida, USA
- 2013 óta a "Metatron kocka" c. alkotásának digitális és nyomtatott felhasználási licenc jogát több mint 10 alkalommal igényelték a művésztől az USA-ban, többek között: az Ancient Botanicals LLC., Pennsylvania; Alisa Renee Kaiser, Mount Shasta, Kalifornia ; Meg Benedict owner Mt.Shasta Quantum Healing Center Los Angeles, Kalifornia

## Közismertebb alkotásai Magyarországon
- Gajdos Erika Tímea Szépkilátó c. regény borítóterve ISBN 978 615 02 3215 7
- Gajdos Erika Tímea Karácsonyi desszert Balatonszíve c. regény borítóterve ISBN 978 615 01 6892 0
- Gajdos Erika Tímea Lucia Bertollo c. regény borítóterve ISBN 978 615 01 8405 0
- Gajdos Erika Tímea Balatoni látomás c. regény borítóterve ISBN 978 615 01 7203 3
- Gajdos Erika Tímea Balatoni Karácsony c. regény borítóterve ISBN 978 615 01 2135 2
- Gajdos Erika Tímea Otthonom Balaton-felvidék c. regény borítóterve ISBN 978 615 00 8123 6
- Gajdos Erika Tímea Varázslatos tavasz a Balaton-felvidéken c. regény borítóterve ISBN 978 615 00 5691 3
- Gajdos Erika Tímea Vadregényes tél a Balaton-felvidéken c. regény borítóterve ISBN 978 615 00 4299 2
- Gajdos Erika Tímea Misztikus ősz a Balaton-felvidéken c. regény borítóterve ISBN 978 615 00 3359 4
- Gajdos Erika Tímea Mesés nyár a Balaton-felvidéken c. regény borítóterve ISBN 978 963 12 9006 6
- Revicky Krisztina Kapaszkodó c. verseskötet borítóterve ISBN 963 7199 78 0
- Szentantalfa Önkormányzata megbízásából Szentantalfa templomai pasztellképek a település templomairól.
- A Magyar Köztársaság Honvédelmi Minisztériuma megbízásából Erdélyi fejedelmek portrésorozat (a MAOE szakértői által zsűrizett)
- A Magyar Köztársaság Honvédelmi Minisztériuma megbízásából Vegyesházi királyok portrésorozat (a MAOE szakértői által zsűrizett)
- A Fővárosi Tűzoltó Parancsnokság címere és grafikai arculata
- Veszprém Város Tűzoltó Parancsnokság címere
- Balatoncsicsó Önkormányzata megbízásából a település hivatalos címere
- A Balaton-felvidék élővilága – színes grafikai képeslap sorozat

## Válogatott nemzetközi és csoportos kiállításai
- 1989 International Art Exhibition of Miniature – Del Bello Gallery Toronto, Kanada
- 1990 Canadian art – Art Masters Gallery, Toronto, Kanada
- 2003 „A Százados úti Művésztelep évtizedei” – BTM
- 2008 Kortársművészeti kiállítás válogatott magyar alkotókkal – Opera Galéria, Budapest
- 2008 Art Market – Opera Galéria, Budapest
- 2009 International Art Competition X-Power Gallery New York, USA – Tajpej, Tajvan
- 2013 Arts-up Art Network 2013. évi tematikus kiállításai: Hangulat, álom, képzelet, Formák textúrák felületek
- 2014 Arts-up Art Network 2014. évi tematikus kiállításai: Szabad képzelet
- 2014 Stunning abstracts – tematikus kiállítás, FAA Professional Network for Visual Artists
- 2014 Colorfull Geometry – tematikus kiállítás, FAA Professional Network for Visual Artists
- 2016 Digital Paintings from Scratch – tematikus kiállítás, FAA Professional Network for Visual Artists
- 2016 Digitally Created non-objective abstract art – tematikus kiállítás, FAA Professional Network for Visual Artists
- 2016 Colorful 2016 – tematikus kiállítás, FAA Professional Network for Visual Artists
- 2018 Spring Contemporary Online Auction – Axioart Contemporary
- 2018 Still life – digitális festmények tematikus kiállítás, FAA Professional Network for Visual Artists
- 2018 Magyar Festészet Napja 2018 – CIRAADA Galéria

## Válogatott egyéni kiállításai
- 2018 MFN Nyitott Műterem Kiállítás, Balaton-felvidék A Magyar Festészet Napja országos programokhoz csatlakozva, Nyitott Műterem Kiállítás a művész Balaton-felvidéki műtermében
- 2017 ArtBalaton Galéria, Örvényes
- 2015 Fék Kávéház, Balatonakali
- 2009 Hotel Silver Resort, Balatonfüred
- 2008 I. New Age Fesztivál, Kehidakustány
- 2008 Művészetek Völgye, Völgytornác, Nagyvázsony
- 1998 Tóparti Galéria, Révfülöp
- 1997 Hotel Mercure Korona, Budapest

## Közélet, tagságok
- 2019-től az ARTMO Hamburg, Németország, kortárs művészeti egyesület képzőművész tagja
- 2017-től az Alliance Artists Communities Portland, Oregon, USA művészeti szövetség képzőművész tagja
- 2015-től Arteide Cultural Nonprofit Organization – művész tag
- 2013-ra a világ Top 10 Nemzetközi Képzőművészeti online közösségeinek mindegyikében tagságot szerzett
- 2012-től Saatchi Art, Los Angeles – művész tag
- 2012-től Arts-up Art Network magyar kortársművészeti közösség – művész tag
- 2009-től Absolute Arts Wordwide Art Resources – művész tag
- 2009-től Fine Art America nemzetközi kortársművészeti közösség – művész tag
- 2009-től Artist Becom Nemzetközi Kortársművészeti Közösség – művész tag
- 2008-tól ArtSlant Contemporary Art Network – művész tag
- 2001 és 2004 között Százados úti művésztelep Egyesület – művész tag
- 1992 és 1994 között AUREA Képző- és Iparművészeti Alapítvány – kuratóriumi tag
- 1987 és 1991 között Ontario Craft Council, Toronto , Kanada – művész tag

## Képviselet
A művész hivatalos képviseletét ellátó szervezetek
- Europa Authentica Kulturális Szervezet (2008 óta)
- Fine Art America nemzetközi művészeti szervezet (2014 óta)

### Galériák
- Art Balaton Galéria
- Art Gallery Go
- Ciraada Galéria
- Opera Galéria

### Aukciósházak
- Axioart
- Budapestaukció
- Darabanth aukciósház

## Kvalifikációk
Az alábbi galériák és művészeti projektek kvalifikálták nemzetközi képviseletre a művészt és alkotásait:
- 2019 – GALERIE LUDWIG TROSSAERT Antwerpen, London, Párizs, New York
- 2018 – ART BASEL nemzetközi kortárs művészeti bemutató Miami Beach, Florida, USA
- 2017 – VERA az UNESCO által támogatott nemzetközi kortárs művészeti bemutató helyszínek: Moszkva, Lisszabon
- 2016 – ARTIFACT Gallery New York, USA
- 2009 – Agora Gallery New York, USA

## Tanulmányutak
- 1976 – Tallinn, Szentpétervár, Moszkva (Szovjetunió)
- 1986 – New York, Amerikai Egyesült Államok
- 1986–1991 – Toronto (Kanada)
- 1991 – Split, Brač (Horvátország)
- 1993 – Velence, (Olaszország)

## Művei gyűjteményekben

### Magángyűjtemények
- Csak Magyarországon eddig több mint ötszáz magánszemély birtokába került eredeti Szlávics Alexa képzőművészeti alkotás.
- Világszerte számos magánszemély gyűjteményében és szervezeteknél megtalálhatóak:
- Amerikai Egyesült Államok
  - Arizona, Phoenix
  - Florida, Miami, West Palm Beach
  - Maryland
  - New York
- Kanada
  - Calgary
  - Toronto
- Európa
  - Anglia
  - Ausztria
  - Franciaország
  - Magyarország
  - Németország
  - Svédország
  - Szlovákia
- Dél-Amerika
  - Brazília
- Hongkong

### Szervezetek, intézmények, egyéb
- "Aranyváros" – festmény, Stellar Auditorium Prodactions tulajdonában Görögország
- "Aranyműves" – festmény, Tosoda Projekt zenekar tulajdonában Győr
- "Látogatók" – olajfestmény, MAG Instruments handpan hangszerkészítő manufaktúra Győr – Budapest tulajdonában
- Metatron kocka – képzőművészeti alkotás, ORYOM Gerhard Fankhauser és Einat Gilboa világzenei együttes tulajdonában Ausztria
- Metatron kocka – képzőművészeti alkotás, a MT. Shasta Quantum Healing Center Los Angeles, USA tulajdonában
- "Hajós kaland" – olajfestmény, a Hotel Silverine Lake Resort Balatonfüred tulajdonában
- "A Bolond" – olajfestmény, az Europa Authentica Kulturális Szervezet tulajdonában
- "Ragadozó" – olajfestmény, az Europa Authentica Kulturális Szervezet tulajdonában
- "Misszió" – olajfestmény, a Tapolca Állatorvosi Központ tulajdonában
- "Harmatcsepp"- festmény, a Terrapark Budaörs tulajdonában
- "Ketten" – festmény, a Theta Healing Anahita Központ Budapest tulajdonában
- Szentantalfa templomai – három darab nagyméretű színes grafika, Szentantalfa önkormányzat tulajdonában
- Balatoncsicsó címere – a település hivatalos címere Balatoncsicsó önkormányzat tulajdonában
- II. János Pál Pápa portréja- a Magyar Honvédelmi Minisztérium tulajdonában
- Erdélyi fejedelmek 12 db portré grafika – a Magyar Honvédelmi Minisztérium tulajdonában
- Vegyesházi királyok 14 db portré grafika – a Magyar Honvédelmi Minisztérium tulajdonában
- Szent Flórián- grafika, a Budapest Fővárosi Tűzoltó Parancsnokság tulajdonában
- Budapesti Tűzoltó Parancsnokság címere – a Budapest Fővárosi Tűzoltó Parancsnokság tulajdonában

### Publikációk szerzőként
- 2015 Kortárs képzőművészet az interneten – Arts-up
- 1998 Szlávics László élete – Szlávics, a művész-mesterember c. könyv ISBN 963 03 5653 8
- 1998 Múlt, jelen és jövendő titkai – Veszprémi Napló
- 1991 "Interieur" önálló verseskötet – versek, illusztrációk – magánkiadás
- 1980-1984 Versek, cikkek, recenziók – Élet és Irodalom, Népszava, A Jövő Mérnöke

### Interjúk, megjelenések
- 2023 ArtWanted Creative Minds – Vol.2. művészeti album, kiadó Art Slam LLC
- 2020 Misztikus handpan dallamok a Balaton-felvidéken – Színek, fények, élmények – Balaton-felvidéki Blogmagazin Archiválva 2020. június 21-i dátummal a Wayback Machine-ben
- 2019 Műteremlátogatás Szlávics Alexa képzőművésznél – Színek, fények, élmények – Balaton-felvidéki Blogmagazin
- 2018 Művészportrék Szlávics Alexa – Balaton Felvidék Neked, a Balaton-felvidék leginformatívabb turisztikai magazinja, 2018. 3. szám
- 2018 Középpontban az Alkotó: Szlávics Alexa – interjú, CIRAADA Galéria
- 2010 Fraktálok a művészetben – Szlávics Alexa művészete – interjú, Feng Shui Magazin
- 2009 Bati János beszélgetése Szlávics Alexa képzőművésszel Balatonfüreden a Hotel Silverine Lake Resortban TV interjú, 43 perc, Múzsa 2009. június 30. SÉD TV Veszprém
- 2009 Műterem a diófák alatt – Legyen miénk a Balaton! Exkluzív online Balatoni Élmény Magazin

### Cikkek, kritikák, tanulmányok
- 2014 Nők a művészetben Women In Art Magazine 278, nemzetközi művészeti magazin, kiadó: Girona Consulting, Florida, USA
- 2009 Szlávics Alexa művészete Nikola Kitanovic műkritikus, Novo Slovo Kulturális Magazin
- 2008 Kortársművészeti Kiállítás Válogatott Magyar Alkotókkal, Artissimo művészeti kiadvány 2008. szeptember Budapest, kiadta: Europa Authentica Kulturális Szervezet
- 2008 Kortársművészeti Vásár Artissimo művészeti kiadvány 2008. december, Budapest, kiadta: Europa Authentica Kulturális Szervezet
- 1999 Kegyelmi állapotban – Művészportrék – Kellei György író, újságíró könyve ISBN 963-7199-79-9
- 1998 "Enki a Földre száll" – Gondolatok egy kiállítás elé – Kellei György író, újságíró, Révfülöp, Tóparti Galéria, kiállítás megnyitó
- 1997 Búcsúzás a civilizációtól – Portré – Kellei György író, újságíró Veszprémi Napló

### Említések
- 2016 A fraktálok a tudomány minden területén jelen vannak – Interjú Lóránt Zsolt fraktálművésszel, Galaktika Magazin